# بونغوفيل

بونغوفيل (سابقا ليواي ,,,) هي مدينة في مقاطعة أوت-أوغوي في شرق الغابون. تقع 31 كم إلى الشرق من فرانسفيل و541 كم إلى الجنوب الشرقي من ليبرفيل. يقدر عدد سكانها ب6000 نسمة (عام 2009).

## الجغرافيا
اسم الموقع الذي أنشئت عليه بونغوفيل هو أمبومو. بونغوفيل هي تجميع لمجموعة من القرى الواقعة في نفس المنطقة الجغرافية (السهول الوعرة  لهضاب باتيكي وجزء من منطقة الغابات في وسط شرق أوت-أوغوي).
وفقا لرؤساء الدوائر، تم اختيار الموقع الحالي برغبة السلطات أن يستقر الناس على طول الطريق الرابط بين فرانسفيل مع ليكوني. لذا فإن بونغوفيل ممتدة حول الطريق السريع R16. تم اختيار موقع أمبومو أيضا بسبب طبيعته السهلية (كابالا كامبومو) وجود العديد من مصادر المياه، بما في ذلك أنها أوكيلا ودجووري وأغويلي وإيكيسي.

## الإنشاء
بدأ السكان يستقرون في بونغوفيل في منتصف الستينات وبالتحديد في عام 1965 ردا على إطلاق الدولة لسياسة تجميع القرى.
ولدت بونغوفيل من تجميع كل من قرية ليوايي وأوبيا 2 وأسيامس وإيكالا والقرى التي تقع على طول أنهر ليكيي، ألا وهي ليكيي 1 و2 و3. تسارعت وتيرة التنمية في القرية مع بدء شق الطريق السريع R16 لربط فرانسفيل بليكوني.
تحت قيادة النائب فيليبيرت بونغو أيوما، أنشئت أول قرية على موقع أمبومو، وهي قرية أوبيا، ورئسها مبامبا كازيمير . القرية الثانية كانت ليواي ورئيسها أنتسيابي. احتلت هاتين القريتين منطقة السهول في الجنوب من الموقع. بعدها رئس كانتون أغنوغون سيمون نتساغوي ورئيس ليكيي 1 برنار كاسواغي.
آخر قرية تنشأ كانت ليكيي 2 ورئيسها جان نتوكا.

## أسماء الأماكن
لخلق مناخ من الود وتجنب أي تعارض بين السكان، فقد تقرر تسمية القرية أمبومو (Ambomo). تم استبدال اسم أمبومو في عام 1969 باسم بونغوفيل. حدثت إعادة التسمية هذه خلال زيارة ألبير بيرنار بونغو (عمر بونغو), رئيس الجمهورية، التي سميت القرية على اسمه.

## التنظيم الإداري
في البداية، أبقت كل قرية على أنظمتها القديمة وظلت تحت سلطة رئيسها. ولكن كل هؤلاء الرؤساء كانوا تحت سلطة رئيس كانتون وانغا أغنيونغهون. أما الحكومة المركزية، فكان يمثلها السيد غورا نائب محافظ المنطقة. في ذلك الوقت كان نائب المنطقة هو أيوما بونغو.

## الشخصيات
ليواي هو مكان ولادة رئيس الجمهورية السابق عمر بونغو في 30 ديسمبر 1935  · .